# فرد نيكول
فرد نيكول هو متسلق صخور ‏ سويسري، ولد في 21 مايو 1970 في فيفي في سويسرا.يُعرف فرد بكونه أول من صعد على طرق التسلق الرياضية المتطرفة، إضافة إلى ريادة تطوير المعايير والتقنيات في رياضة البولدرنق في التسعينيات وأوائل العقد الأول من القرن الحادي والعشرين.

## وصلات خارجية
- فرد نيكول على موقع الاتحاد الدولي لرياضة التسلق (الإنجليزية)